# Cantó de Blois-4
El cantó de Blois-4 és un cantó francès del departament de Loir i Cher, situat al districte de Blois. Compta amb part del municipis de Blois.

## Municipis
- Blois (part)

## Història
| Data d'elecció                           | Identitat               | Partit | Qualitat |
| ---------------------------------------- | ----------------------- | ------ | -------- |
| 1973-1976                                | Michel de Guillenchmidt | CD     |          |
| 1976-1982                                | François Mortelette     | PS     |          |
| 1982-1985                                | Bernadette Buteau       | PS     |          |
| 1985-1992                                | Danièle Alléaume        | UDF    |          |
| 1992-1994                                | Jack Lang               | PS     |          |
| 1993-2004                                | Jean-Pierre Copois      | PS     |          |
| 2004-                                    | Marc Gricourt           | PS     |          |
| les dades anteriors no són pas conegudes |                         |        |          |
|                                          |                         |        |          |